# Vladimir Volfovich Zhirinovsky
Vladimir Volfovich Zhirinovsky (tiếng Nga: Влади́мир Во́льфович Жирино́вский; 1946 - 2022) là một chính khách người Nga. Ông được nhiều người biết đến với tư cách nhà sáng lập và lãnh đạo của đảng Dân chủ Tự do Nga (LDPR), từng giữ chức Phó chủ tịch Duma Quốc gia và là một thành viên của Hội đồng Nghị viện của Ủy hội châu Âu.

## Cuộc đời và sự nghiệp
Zhirinovsky tên khai sinh là Vladimir Volfovich Eidelstein (tiếng Nga: Влади́мир Во́льфович Эйдельште́йн), sinh 25 tháng 4 năm 1946. Ông từng tham gia binh nghiệp và thăng đến cấp Đại tá Lục quân Nga trước khi chuyển sang hoạt động chính trị. Ông thành lập và lãnh đạo của đảng Dân chủ Tự do Nga (LDPR), một trong những chính đảng đối lập lớn nhất với chính quyền Putin.
Zhirinovsky được xem là một chính khách cực hữu và có đường lối chính trị theo chủ nghĩa dân túy, có xu hướng chống Chủ nghĩa Cộng sản. Mặc dù vậy, ông cũng được xem là có thiện cảm với Việt Nam, thường xuyên có những phát biểu đòi hợp pháp hóa và quyền lợi cho người Việt tại Nga, kể cả những người sinh sống bất hợp pháp.
Tháng 2 năm 2022, ông bị nhập viện vì COVID-19 và phải điều trị cho đến ngày 25 tháng 3. Ông được thông báo đã qua đời vì hậu quả của chứng COVID-19 vào ngày 6 tháng 4 năm 2022.